# Īdah Līk
Īdah Līk (persiska: ایده لیک, Īldalīk) är en ort i Iran.   Den ligger i provinsen Khorasan, i den nordöstra delen av landet, 700 km öster om huvudstaden Teheran. Īdah Līk ligger 918 meter över havet och antalet invånare är 914.
Terrängen runt Īdah Līk är kuperad åt nordost, men åt sydväst är den bergig. Runt Īdah Līk är det ganska tätbefolkat, med 185 invånare per kvadratkilometer. Īdah Līk är det största samhället i trakten. Omgivningarna runt Īdah Līk är i huvudsak ett öppet busklandskap.